# قلعة مزبان (ويس)
قلعة مزبان (بالفارسية: قلعه‌مزبان) هي منطقة سكنية تقع في إيران في قسم ويس الريفي. يقدر عدد سكانها بـ 455 نسمة بحسب إحصاء 2016.